# Nossa Senhora de Lourdes
Nossa Senhora de Lourdes est un quartier de la ville brésilienne de Santa Maria, au Rio Grande do Sul. Il est situé dans le district de Sede.

## Ensembles
Le quartier possède les ensembles (vilas) suivants : Loteamento Cidade Jardim, Nossa Senhora de Lourdes, Parque Residencial Nossa Senhora da Saúde, Parque Residencial Nossa Senhora de Lourdes, Vila Ana Maria, Vila Belém, Vila Elwanger, Vila Palotina, Vila Rolim.

## Galerie

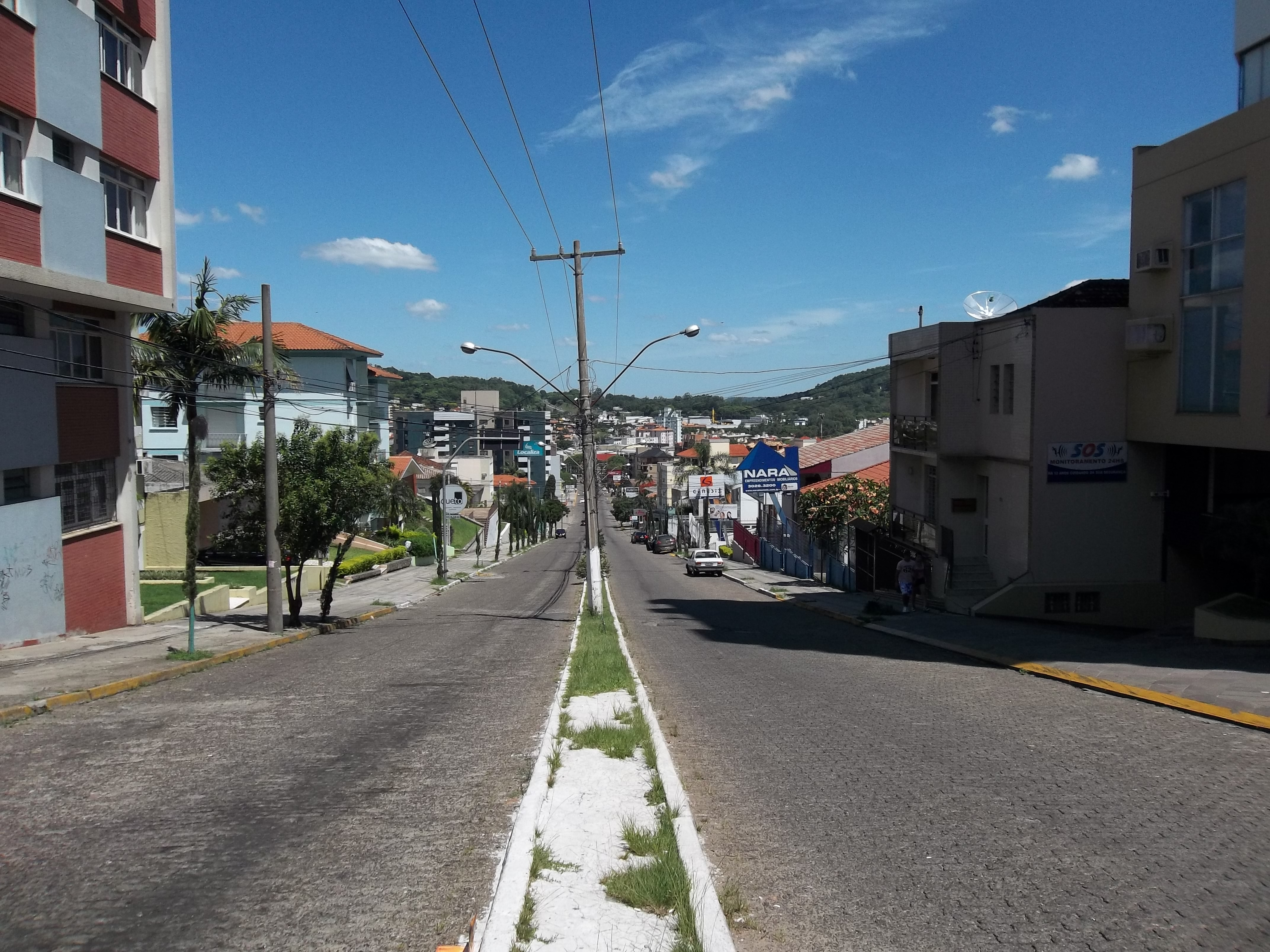
Avenida Fernando Ferrari.
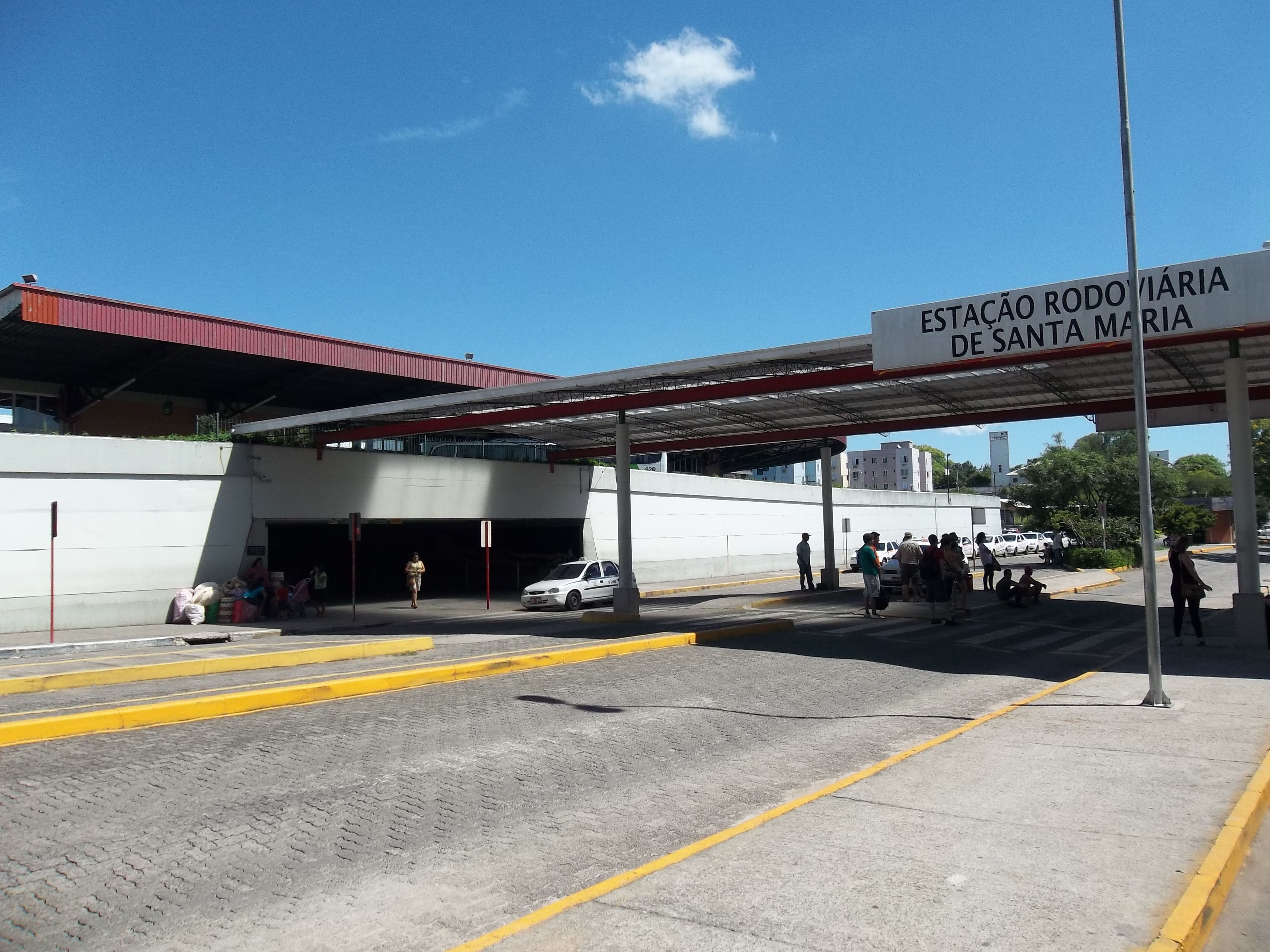
La gare routière.